# Nassima Saleha Benhamouda
Nassima Benhamouda, née le 20 octobre 1973 à Alger, est une joueuse algérienne de volley-ball,.

## Club
- club actuel :  GSP (ex MC Alger)
- club précédent :
- 1983-1998 :  MP Alger
- 1998-2000 :  ES Saint-Chamond

- 2000-2005 :  Lyon Saint-Fons Volley
- 2002-2009 :  MP Alger

## Palmarès

### Avec le MCA (1983-1998 et 2002-2009)
Plusieurs consécrations au niveau local
- 1983-1984 Championne d'Algérie
- 1983-1984 Vainqueur de la Coupe d'Algérie
- 1984-1985 Championne d'Algérie
- 1985-1986 Championne d'Algérie
- 1985-1986 Vainqueur de la Coupe d'Algérie
- 1985-1986 termine 4ème en Coupe d'Afrique des Clubs Champions à Tunis
- 1986-1987 Championne d'Algérie
- 1986-1987 Vainqueur de la Coupe d'Algérie
- 1986-1987 termine 3ème en Coupe d'Afrique des Clubs Champions au Caire
- 1987-1988 Championne d'Algérie
- 1987-1988 Vainqueur de la Coupe d'Algérie
- 1987-1988 termine 3ème en Coupe d'Afrique des Clubs Champions à Alger
- 1988-1989 Championne d'Algérie
- 1988-1989 termine 5ème en Coupe d'Afrique des Clubs Champions à Tunis
- 1989-1990 Championne d'Algérie
- 1989-1990 Vainqueur de la Coupe d'Algérie
- 1990-1991 Vainqueur de la Coupe d'Algérie
- 1991-1992 Vainqueur de la Coupe d'Algérie
- 1991-1992 Championne d'Algérie
- 1992-1993 Championne d'Algérie
- 1992-1993 Finaliste de la Coupe d'Algérie, le MCA battu par l'ASW Béjaia
- 1996-1997 termine 4ème en Coupe d'Afrique des Clubs Champions à Béjaia
- 1996-1997 Finaliste de la Coupe d'Algérie, le MCA battu par l'ASW Béjaia
- 1997-1998 Championne d'Algérie
- 1997-1998 Vainqueur de la Coupe d'Algérie
- 2002-2003 Championne d'Algérie
- 2002-2003 Vainqueur de la Coupe d'Algérie
- 2003-2004 Vainqueur de la Coupe d'Afrique des Vainqueurs de Coupe à El Biar (Alger)

- 2006-2007 Championne d'Algérie
- 2006-2007 Finaliste de la Coupe d'Algérie, le MCA battu par Nacéria de Béjaia
- 2007-2008 Championne d'Algérie
- 2007-2008 Vainqueur de la Coupe d'Algérie
- 2007-2008 Vice-Championne d'Afrique des Clubs Champions au Caire, Benhamouda Nassima sacrée Meilleure Joueuse

- 2008-2009 Championne d'Algérie
- 2008-2009 Vainqueur de la Coupe d'Algérie

### Avec l'Équipe d'Algérie
- 1998 participe aux Championnats d'Afrique au Caire (Égypte)
- Janvier 2008 participe à Blida au Tournoi Qualificatif pour les Jeux Olympiques de Pékin battant les Camerounaises, les Kenyannes, les Sud-Africaines 3-0 et les Sénégalaises 3-1

- 2008 participe aux Jeux Olympiques de Pékin (Chine)